# Alessandro Gherardini
Alessandro Gherardini (Firenze, 16 novembre 1655 – Livorno, 6 aprile 1727) è stato un pittore italiano, del periodo barocco.

## Opere
Nella basilica della Santissima Annunziata, a Firenze, alcune pitture dei medaglioni (1693-1702) appartengono a questo pittore; la chiesa Evangelica Metodista di Firenze è ornata da un soffitto ligneo, la cui tela centrale mostra il Trionfo della Fede con Sant'Agostino in estasi di Alessandro Gherardini (1690 circa). La galleria nel piano nobile del Palazzo Gianni-Lucchesini-Vegni è affrescata con figure allegoriche (Fertilità e Abbondanza) e episodi della storia della famiglia Medici, in particolare legati alla figura della regina di Francia, Maria de' Medici.

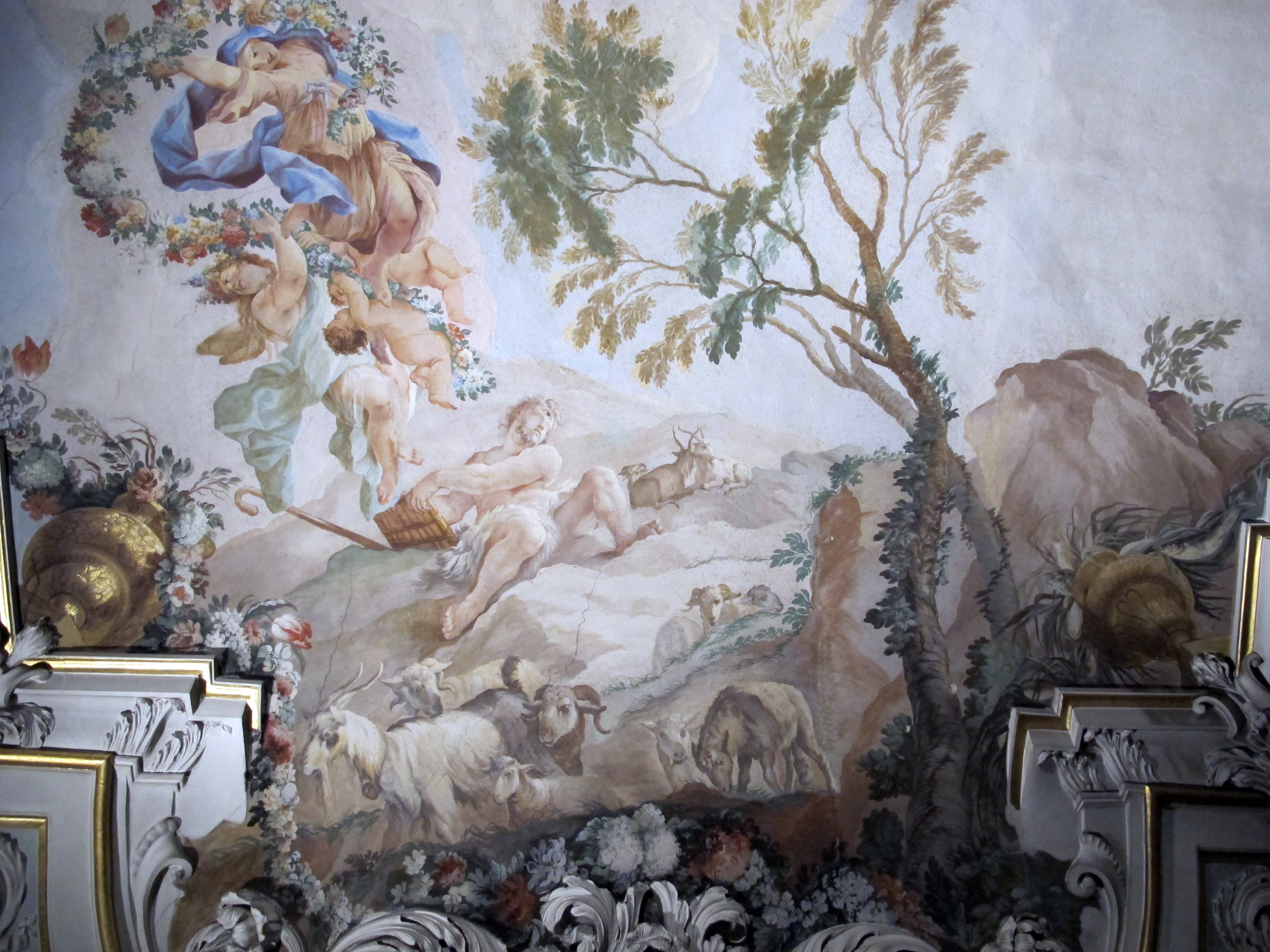
Affreschi della Sala da ballo di Palazzo Corsini al Parione, 1692-1698

Nel 1705 – 1708 il Gherardini decorò l'interno della chiesa di San Giorgio alla Costa con opere in stile rococò; nell'interno della chiesa di San Pietro a Varlungo si trova un affresco (1699) Il transito di San Giuseppe; al pian terreno del Palazzo Corsini al Parione si trova una graziosa grotta artificiale – con pitture del Gherardini – che affrescò anche la volta della Sala da Ballo.

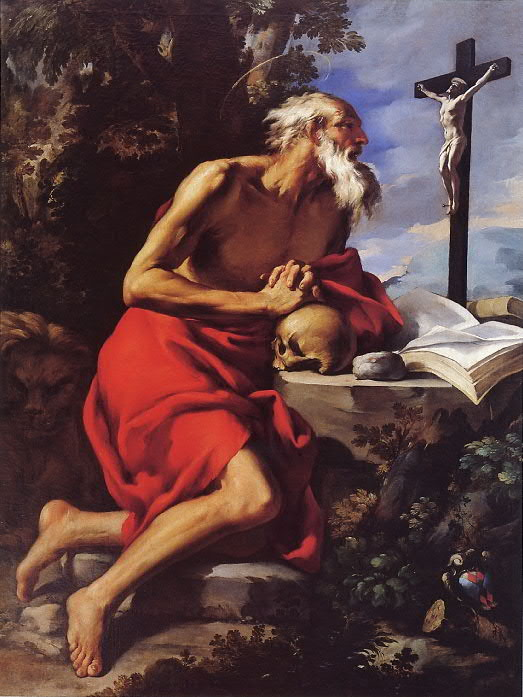
San Girolamo penitente, Alessandro Gherardini

Affrescò la cupola dell'ospedale di San Giovanni di Dio; all'interno di questa chiesa è conservata una pala rappresentante la Vergine col Bambino e Sant'Anna. Nel Palazzo Strozzi di Mantova a Firenze si trovano quadri di questo pittore; la cupola della Basilica di San Marco (Firenze) fu decorata con suoi affreschi (1717); il soffitto della chiesa di Santa Elisabetta delle Convertite a Firenze è affrescato con la Gloria di Santa Maria Maddalena; nella Chiesa di Santa Maria degli Angeli a Firenze (oggi parte del Museo de' Medici di Firenze), è decorata da stucchi (1700); altre opere sono nel complesso di San Firenze.
Nella chiesa della Santissima Annunziata di Lucignano si trova l'opera Assunzione della Vergine (1699); il Tabernacolo della Quarquonia, a Firenze, contiene il dipinto ad affresco, raffigurante la Madonna col Bambino che ha ai piedi San Filippo Neri con i monellini (fine XVII secolo).
A Pontremoli, nell'oratorio di Nostra Donna, si trova una pala di Alessandro Gherardini e nella chiesa di Santa Cristina si conservano il Martirio di Santa Cristina e la Trasfigurazione; nella volta a botte centrale del Santuario di Santa Verdiana ci sono affreschi (1708). Nella chiesa di Santa Maria di Castello a Genova si trovano altre opere, così come nell'Abbazia di Vallombrosa, nella Villa medicea di Lappeggi, nel Monastero e chiesa di San Niccolò a Prato (Assunta, del 1697).
Soggiornò più volte a Livorno, lavorando nella chiesa di Santa Barbara, nella chiesa armena di San Gregorio Illuminatore e nell'oratorio di San Ranieri.